# Непосредственно Каха
«Непосре́дственно Ка́ха» — российский комедийный фильм режиссёра Виктора Шамирова, основанный на одноимённом веб-сериале. Главные роли исполнили Артём Каракозян и Артём Калайджян. Премьера фильма была запланирована на 1 апреля 2020 года, однако из-за пандемии COVID-19 она была перенесена на неопределённый срок. Премьера состоялась 12 ноября 2020 года во всех работающих и открытых кинотеатрах России, Казахстана и Белоруссии. В первый уикэнд картина возглавила российский прокат. Критиками фильм был принят преимущественно негативно.

## Сюжет
Во время гонки Каха превышает скорость и разбивает машину своего лучшего друга Серго, однако тот его прощает. Когда друзья возвращаются домой, дедушка Серго видит разбитую машину внука, злится на него и отказывается дать денег на свидание с девушкой.
Серго не видит других вариантов, кроме как вырвать у своего деда его золотой зуб, что он и делает. Парень сдаёт зуб в ломбард, и на вырученные деньги организовывает свидание со своей слепой девушкой Миленой. Позднее Серго едет с Кахой на гонки, но так как машина Серго разбита, они пересаживаются на «копейку» Кахи. По приезде парни разговаривают о девушках лёгкого поведения, но их прерывает появление спорткара, за рулём которого сидит девушка Софа. Каха влюбляется в неё и решает устроить заезд один на один с Русланом за право встречаться с Софой. По пути домой Серго и Каха понимают, что попали в передрягу, ведь Каха ездит на «копейке», а его конкурент — на гоночной BMW. Чтобы появился хотя бы мизерный шанс на победу, Кахе нужно двести тысяч рублей на тюнинг. Друзья предпринимают несколько безуспешных попыток достать необходимую сумму, и в конце концов обращаются за помощью к своей подруге Музыке, которая советует ограбить коммерсанта.
Серго решает прокатиться с Миленой на машине, но Каха отказывается отдать свою. Поэтому Серго вынужден катать свою возлюбленную на битой машине, благо подруга слепая и её можно обмануть. Вечером того же дня Серго, Каха и Музыка отправляются на ограбление. Пока они перебираются через забор богача, Серго видит в саду кусты с инжиром и съедает несколько плодов. Банда проникает в дом через подвал, как вдруг Серго становится плохо, и он решает пойти на поиски туалета. Открыв дверь, он видит нескольких людей в гостиной. Выясняется, что хозяин дома умер, а помещение забито гостями, которые пришли на поминки. Друзья решают притвориться приглашёнными артистами, однако Серго убегает и их план срывается.
В доме происходит короткое замыкание, гаснет свет, и герои сбегают. Из дома они смогли украсть всякий хлам, коробку с фаллоимитаторами и DVD-диск. Наутро Серго решает посмотреть диск, думая, что там порнография, но оказывается, что на диске записан однополый секс главного полицейского города и хозяина дома. Герои шантажируют полицейского и меняют у него диск на искомые двести тысяч рублей. Далее дело за малым — оплатить тюнинг. Автомеханики обещают улучшить машину утром следующего дня. К несчастью для Серго, выясняется, что Милене можно сделать операцию, которая позволит ей видеть, однако у матери девушки не хватает именно двухсот тысяч. Отказавшись дать Серго бесполезные для заезда деньги, Каха пропивает их с толпой проходимцев. На следующее утро разочарованный Серго идет к возлюбленной, так и не набрав нужную сумму. Внезапно оказывается, что кто-то деньги все же принёс. Серго думает, что это Каха, и бросается ему на помощь, и тот решает подыграть.
Герои приезжают на гонку. Победитель получает всё, проигравший — общественное порицание и окропление автомобиля мочой. Проиграв в заезде, герои узнают, что Руслан — сын полицейского. Руслан бьёт Софу, завязывается драка, Руслан сбегает, Каха и Серго отправляются в погоню. Друзья никак не могут догнать BMW, однако в какой-то момент машина Кахи переключается на третью передачу и обгоняет машину Руслана. Каха начинает встречаться с Софой и занимается с ней сексом. Остаётся решить вопрос с Миленой, но после того, как ей вернули зрение, она узнаёт, что Серго во всем её обманывал. Тем не менее, окружающие доказывают, что весь беспредел вроде фейковых выступлений, ограблений, вырывания зубов делался из добрых побуждений. На финальном застолье Оператор раскрывает, что это он принёс деньги, выиграв их в караоке. Тем не менее Каха и Серго выгоняют его, чем фильм и заканчивается.

## В ролях
- Артём Карокозян — Каха
- Артём Калайджян — Серго
- Марина Калецкая — Милена
- Людмила Артемьева — мама Милены
- Микаэл Погосян — дедушка Серго
- Нана Муштакова — Софа
- Милена Цховреба-Агранович — мама Кахи
- Тамара Турава — Музыка
- Вартан Даниелян — Ереван
- Артур Оганесян — Руслан
- Юлия Гревцова — Таранка
- Данил Иванов — Оператор, Пушкин

## Съёмочная группа
- Продюсеры — Алексей Троцюк, Виталий Шляппо, Эдуард Илоян и Денис Жалинский
- Автор сценария — Артём Калайджян при участии Артёма Каракозяна и Виктора Шамирова
- Режиссёр-постановщик — Виктор Шамиров
- Оператор-постановщик — Семён Яковлев
- Композитор — Рамазан Калакуток

## Отзывы и оценки
Фильм получил преимущественно негативные отзывы в российской прессе.
В рецензиях в изданиях Фильм.ру и «Киноафиша» его оценили как противоречивый, отметив как достоинства, так и недостатки. Так, по мнению автора Film.ru Ефима Гугнина, это кино «сексистское, гомофобное, неумное», но при этом «пожалуй, один из любопытнейших фильмов о мироощущении российской провинции». Автор издания «Канобу» в целом похвалила фильм, отметив в нём «незаезженные шутки» и что «сюжет здесь вполне сносный, цельный и убедительный». В газете «Труд» фильм разгромили, назвав «тупой бессмысленной ржакой».
Блогер и кинокритик BadComedian крайне негативно отозвался о фильме, отметив ужасное качество юмора. По его мнению, фильм «продвигает деградацию и зарабатывает на ней». Этот обзор имел большой резонанс, а режиссёр Виктор Шамиров и актёр Данил Иванов записали видеоответ. Позже в интервью «Медузе» режиссёр заявил, что BadComedian «продуцирует ненависть в мире».
Фильм вышел в лидеры российского проката в первый уик-энд и стал самым кассово успешным фильмом в период пандемии COVID-19.

## Продолжение
Сиквел фильма, получивший название «Непосредственно Каха. Другой фильм», вышел в российский прокат 25 мая 2023 года. Шамиров и все исполнители главных ролей из оригинала вернулись на свои позиции.